# 佳美

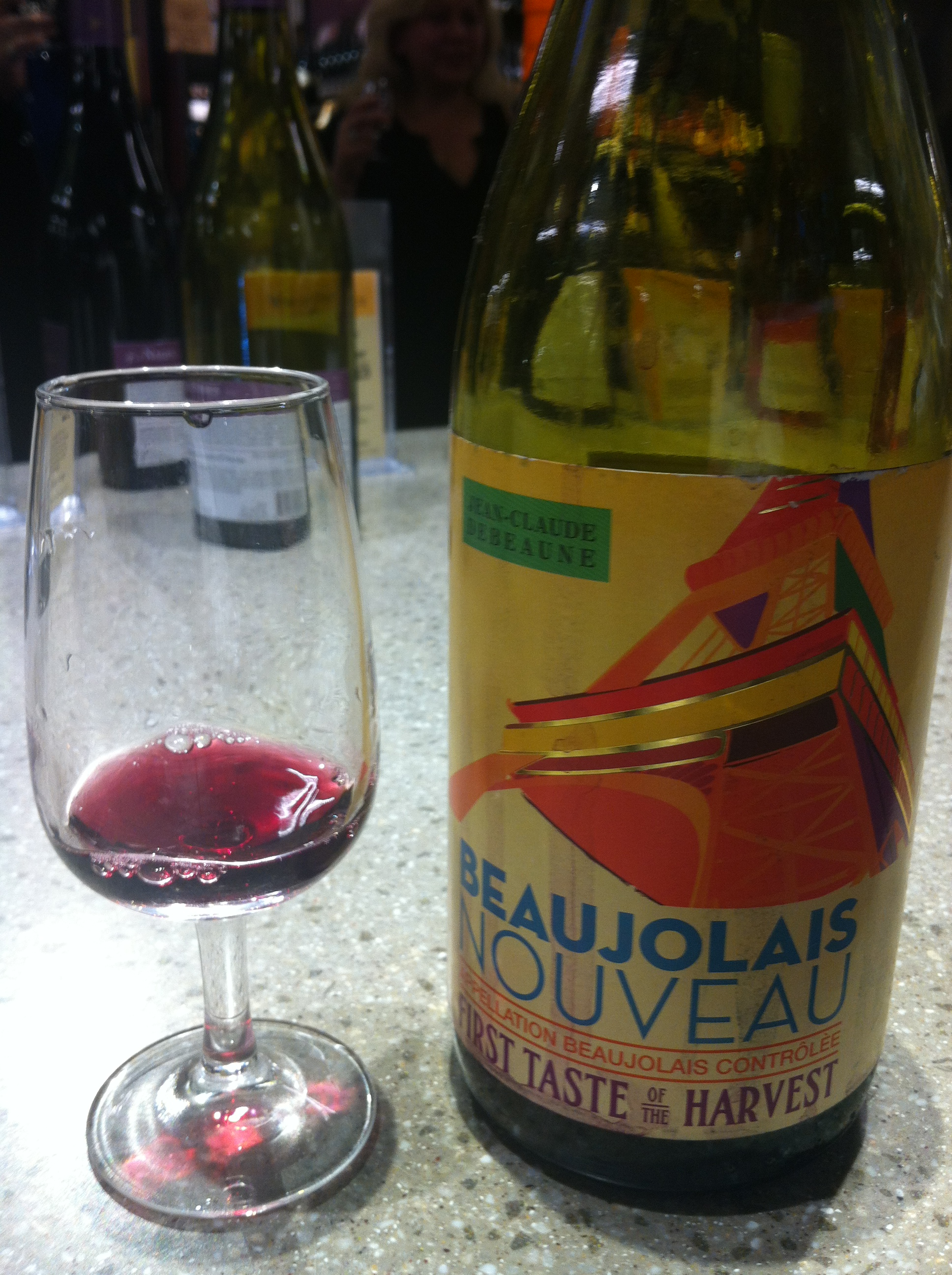
由佳美酿制的博若莱新酒

佳美（法語：Gamay），全名为白汁黑佳美（Gamay Noir à Jus Blanc），是一种古老的红葡萄品种，14世纪时勃艮第已将其用于酿酒。
佳美是法国主要的红葡葡品种之一，尤以酿造勃艮第的博若莱葡萄酒而闻名。此外，萨瓦（Savoie）、都兰（Touraine）等产区也都生产由佳美酿造的红葡萄酒。除法国以外，瑞士、意大利、克罗地亚、新西兰、塞尔维亚、美国、加拿大等地亦有种植佳美。